# Popular Problems
Popular Problems és el tretzè àlbum d'estudi del cantautor canadenc Leonard Cohen, va aparèixer el 22 de setembre de 2014 amb motiu del vuitantè aniversari de l'artista. Es va donar a conèixer el 19 d'agost de 2014 amb l'aparició d'Almost Like the Blues a la web oficial de Cohen.
Tot i que la majoria de cançons són noves, algunes han estat rescatades i reaprofitades. Així Born in Chains va ser estrenada en diversos concerts durant el 2010, però ha estat molt modificada. Aquesta cançó va ser enregistrada de manera no oficial en unes proves de so a Europa durant la gira de 1985. En el cas de Oh My Oh també va ser usada el 2010, però només als assajos de la gira. Pel que fa a A Street, aquesta fou recitada per Cohen el 2006, durant la promoció del seu llibre de poesia Book of Longing i impresa dues vegades, com a A Street el 2 de març de 2009 al The New Yorker Magazine i com a Party's Over a l'edició de les poesies i cançons de Cohen Everyman's Library el 2011. Ambdues versions inclouen un vers que fa referència als Atemptats de l'11 de setembre de 2001. Finalment, Nevermind fou publicat com a poema el 2005 a la web The Leonard Cohen Files i al Book of Longing de 2006.

## Llista de temes
Totes les cançons han estat escrites per Leonard Cohen i Patrick Leonard, excepte quan s'anota el contrari:
1. "Slow" – 3.25
2. "Almost Like the Blues" – 3.28
3. "Samson in New Orleans" – 4.39
4. "A Street" (Cohen, Anjani Thomas) – 3.32
5. "Did I Ever Love You" – 4.10
6. "My Oh My" – 3.36
7. "Nevermind" – 4.39
8. "Born in Chains" (Cohen) – 4.55
9. "You Got Me Singing" – 3.31